# Owen Wilson
Owen Cunningham Wilson (Dallas, 18 november 1968) is een Amerikaans acteur.

## Biografie
Owen is de oudere broer van Luke Wilson, en is de jongere broer van Andrew Wilson. Hij ging naar de universiteit van Texas en ontmoette daar Wes Anderson. Samen met hem schreef hij in 1993 de film Bottle Rocket waarin hij ook zelf speelde. Dankzij Bottle Rocket waren ze te zien op het Sundance Film Festival. James L. Brooks zag wel iets in hen. Owen verhuisde naar Los Angeles en speelde kleine rollen in grote films. In 2000 kreeg hij zijn doorbraak door zijn rol in de film Shanghai Noon. Wilson is lid van de Frat Pack.
Wilson had onder andere relaties met actrice Demi Moore, zangeres Sheryl Crow en Kate Hudson (deze eindigde in mei 2007).
Op 26 augustus 2007 werd Wilson opgenomen in het St. John's Hospital in Santa Monica, Californië. Vroege berichten meldden dat de reden dehydratie was. Latere berichten, voornamelijk door de National Enquirer en Star Magazine, meldden dat hij werd opgenomen na een poging tot zelfmoord. Hij werd gevonden in zijn huis door zijn broer Andrew met zijn polsen opengesneden na een aantal pillen te hebben genomen. Later werd Wilson overgebracht naar een ander ziekenhuis.
Wilson is vader van twee zonen en een dochter. Alle drie de kinderen hebben een andere moeder.